# كاجاري
كاجاري بلدية في ولاية مارانهاو في المنطقة الشمالية الشرقية من البرازيل.